# Djura distrikt

Djura distrikt är ett distrikt i Leksands kommun och Dalarnas län. Distriktet ligger omkring Djura i mellersta Dalarna.

## Tidigare administrativ tillhörighet
Distriktet inrättades 2016 och utgörs av en del av Leksands socken i Leksands kommun.
Området motsvarar den omfattning Djura församling hade 1999/2000 och fick 1640 efter utbrytning ur Leksands församling.

## Tätorter och småorter
I Djura distrikt finns en tätort och två småorter.

### Tätorter
- Djura

### Småorter
- Brändan
- Söder Rälta